# دینارآباد (بهار)
دینارآباد روستایی در شهرستان بهار استان همدان و مرکز دهستان سفالگران بخش لالجین است.

## مردم شناسی
اهالی این روستا مسلمان و شیعه‌‌مذهب هستند و به زبان ترکی آذربایجانی سخن می‌گویند. اهالی این روستا عمدتاً کشاورز هستند و محصولاتی چون غلات، سیب زمینی، خیار و سیر کشت می‌کنند.

## آثار تاریخی
اثر تاریخی دینارآباد تپه‌ای باستانی مربوط به دوره‌های ایران باستان است که در بخش شمال غربی این روستا واقع است.